# Gaboš
Gaboš (serbe : Габош) est un village situé dans le comitat de Vukovar-Syrmie, en Croatie. Le village est habité par des Serbes et comptait 613 habitants au recensement de 2001.